# Ashton Keynes Castle
Ashton Keynes Castle var ett slott i Storbritannien. Det fanns i grevskapet Wiltshire och riksdelen England, i den södra delen av landet norr om Ashton Keynes.
Trakten runt Ashton Keynes Castle består till största delen av jordbruksmark.